# Pleurotaenium trochiscum
Pleurotaenium trochiscum là một loài Song tinh tảo trong họ Desmidiaceae, thuộc chi Pleurotaenium.